# Адамс (Орегон)
Адамс (англ. Adams) — місто (англ. city) в США, в окрузі Уматілла штату Орегон. Населення — 389 осіб (2020).

## Географія
Адамс розташований за координатами 45°45′59″ пн. ш. 118°33′51″ зх. д. / 45.76639° пн. ш. 118.56417° зх. д. (45.766353, -118.564085).  За даними Бюро перепису населення США в 2010 році місто мало площу 0,92 км², уся площа — суходіл.

## Демографія
Згідно з переписом 2010 року, у місті мешкало 350 осіб у 133 домогосподарствах у складі 92 родин. Густота населення становила 380 осіб/км².  Було 141 помешкання (153/км²).
Расовий склад населення:
| - 91,4 % — білих - 2,0 % — корінних американців - 0,3 % — чорних або афроамериканців - 2,3 % — осіб інших рас |

До двох чи більше рас належало 4,0 %. Частка іспаномовних становила 6,9 % від усіх жителів.
За віковим діапазоном населення розподілялося таким чином: 24,6 % — особи молодші 18 років, 59,1 % — особи у віці 18—64 років, 16,3 % — особи у віці 65 років та старші. Медіана віку мешканця становила 40,6 року. На 100 осіб жіночої статі у місті припадало 117,4 чоловіків;  на 100 жінок у віці від 18 років та старших — 111,2 чоловіків також старших 18 років.
Середній дохід на одне домашнє господарство  становив 69 523 долари США (медіана — 56 667), а середній дохід на одну сім'ю — 81 778 доларів (медіана — 82 750). Медіана доходів становила 51 477 доларів для чоловіків та 37 500 доларів для жінок. За межею бідності перебувало 14,1 % осіб, у тому числі 24,7 % дітей у віці до 18 років та 20,9 % осіб у віці 65 років та старших.
Цивільне працевлаштоване населення становило 167 осіб. Основні галузі зайнятості: сільське господарство, лісництво, риболовля — 18,0 %, освіта, охорона здоров'я та соціальна допомога — 16,2 %, мистецтво, розваги та відпочинок — 13,2 %.